# Turnizm wyborczy

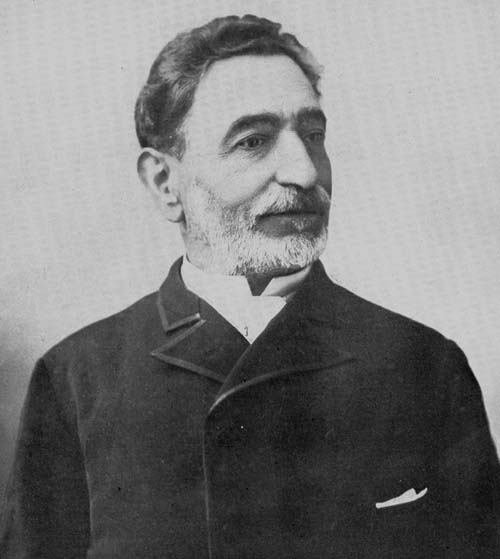
Práxedes Mateo Sagasta

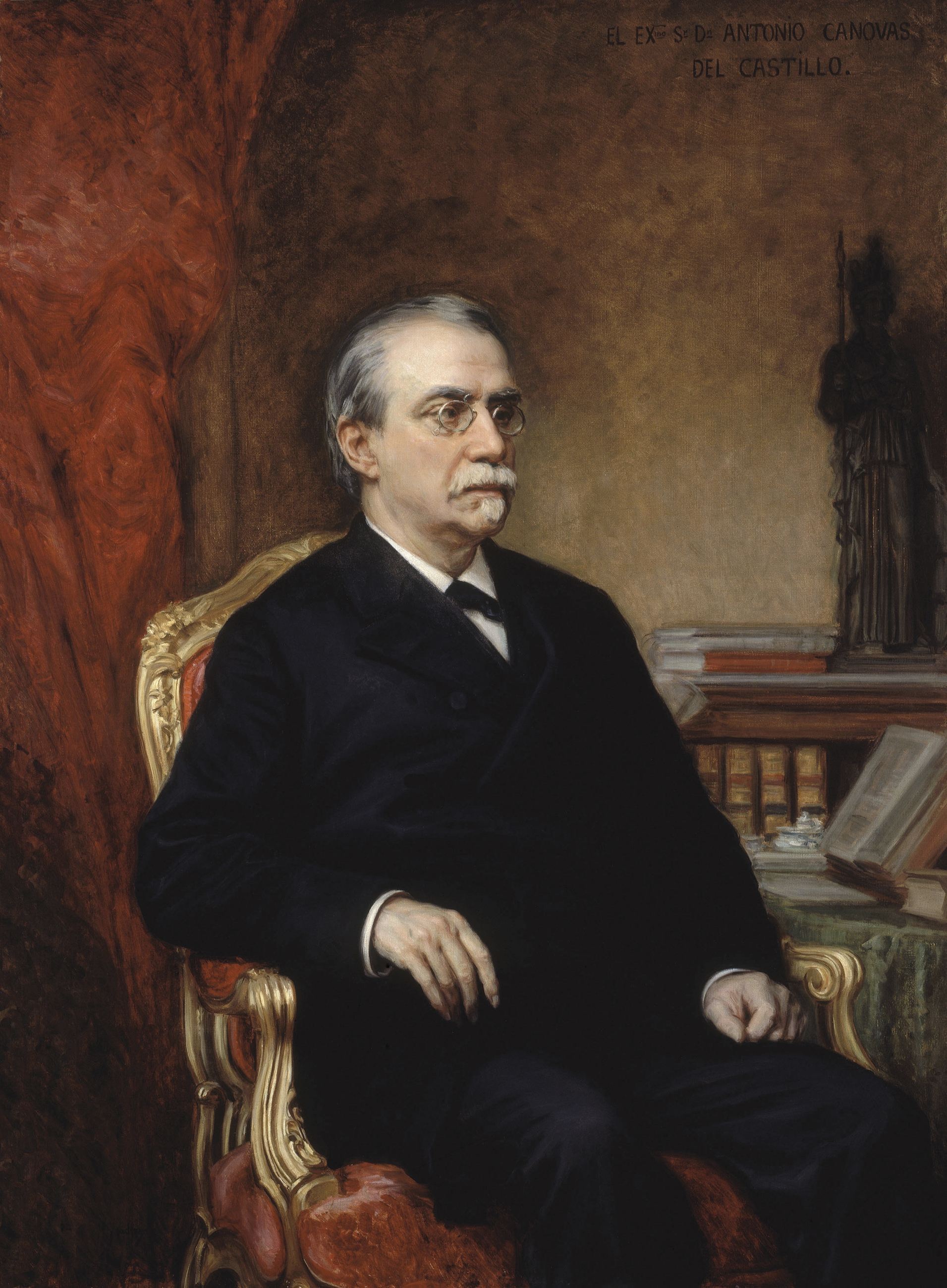
Antonio Cánovas del Castillo

Turnizm wyborczy – przemienność rządów partii konserwatywnej i liberalnej w hiszpańskiej polityce XIX wieku.
W ostatnich dniach 1874 roku po buncie militarnym wybrano na władcę Alfons XII Burbon, syna Izabeli II. Rozpoczął się nowy okres w historii Hiszpanii, Restauracja, nazwany w odniesieniu do powrotu monarchii. W epoce tej Antonio Cánovas del Castillo doszedł do wniosku, że jedynym wyjściem z burzliwej hiszpańskiej polityki XIX wieku, zakłócanej przez liczne rewolucje i zamachy stanu, będzie wprowadzenie systemu politycznego w którym opozycja będzie sprawować władzę na drodze pokoju. Tak powstała przemienność rządów.
System polityczny w okresie hiszpańskiej Restauracji opierał się na istnieniu dwóch partii politycznych:
- Partii Konserwatywno-Liberalnej, na czele z Antonio Cánovas del Castillo
- Partii Liberalnej, pod zwierzchnictwem Práxedes Mateo Sagasta

Zasadniczy cel ideologiczny obu partii był taki sam. Zarówno konserwatyści jak i liberałowie stawali w obronie monarchii, konstytucji z 1876 roku i idei scentralizowanego państwa.
Dojście jednej z partii do władzy poprzedzały pokojowe wybory. Druga partia, odsunięta tymczasowo od pełnienia rządów, musiała respektować działalność partii zwycięskiej. Jeśli jednak uznała, że określone normy nie zostały spełnione, król miał prawo rozwiązać parlament i przeprowadzić nowe wybory, w których zwyciężała partia będąca dotychczas w opozycji. Głównym celem tej zmienności rządów było zabezpieczenie stabilności instytucyjnej.